# Cyrestis pallida
Cyrestis pallida är en fjärilsart som beskrevs av Martin 1903. Cyrestis pallida ingår i släktet Cyrestis och familjen praktfjärilar. Inga underarter finns listade i Catalogue of Life.